# Euxoa varia
Euxoa varia là một loài bướm đêm trong họ Noctuidae.